# Comuna Novopetrivka, Snihurivka
Novopetrivka (în ucraineană Новопетрівка) este o comună în raionul Snihurivka, regiunea Mîkolaiiv, Ucraina, formată din satele Liubîne și Novopetrivka (reședința).

## Demografie
Componența lingvistică a comunei Novopetrivka
     Ucraineană (94,57%)
     Rusă (4,83%)
     Alte limbi (0,38%)
Conform recensământului din 2001, majoritatea populației comunei Novopetrivka era vorbitoare de ucraineană (94,57%), existând în minoritate și vorbitori de rusă (4,83%).